# Illa Baker
L'illa Baker és un atol deshabitat que està sota l'administració dels Estats Units d'Amèrica com a territori no incorporat, inclòs a les illes d'Ultramar Menors dels EUA.
Està situat al centre del Pacífic, a l'arxipèlag de les illes Fènix. Les seves coordenades són: 0° 13′ N, 176° 31′ O / 0.217°N,176.517°O.
La superfície, que és plana, és d'1,64 km². Cobreix 21km²², amb 48 km de costa.Té un clima equatorial semiàrid que suporta una vegetació sense arbres i poc densa, precipitacions escasses, vent constant i sol fort. El terreny és baix i sorrenc: una illa de corall envoltada d'un estret escull de marge amb una zona central deprimida sense llacuna i el seu punt més alt és de 8 m per sobre del nivell del mar.

## Història
Va ser descoberta, el 1818, pel capità nord-americà Elisha Folger, del balener de Nantucket Equator, anomenant-la New Nantucket. L'agost de 1825 Baker va ser albirat pel capità Obed Starbuck del Loper, també balener de Nantucket. L'illa rep el nom de Michael Baker, que va visitar l'illa el 1834. Altres referències afirmen que va visitar el 1832, i de nou el 14 d'agost de 1839, al ballener Gideon Howland, per enterrar un mariner nord-americà.
Oficialment, el 1857, els Estats Units prengueren possessió de l'illa basant-se en la llei americana de les illes del Guano (fem d'aus marines) de 1856. Durant la segona meitat del segle xix els americans van explotar aquest fertilitzant.
Les autoritats americanes generalment, només permeten la visita d'aquest territori a científics i educadors.